# Лаздіну Пеледа

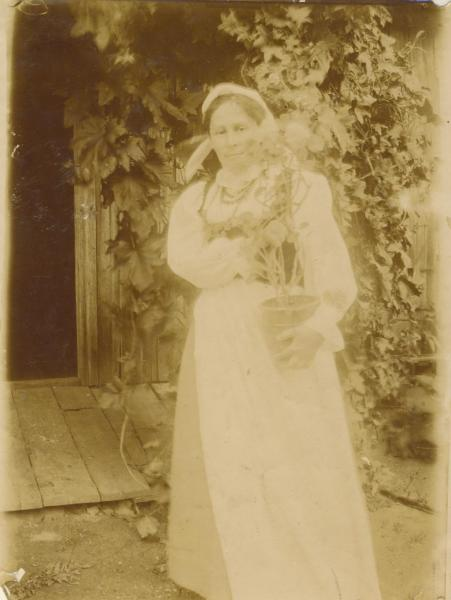
Софія Іванаускайте-Пшібіляускене

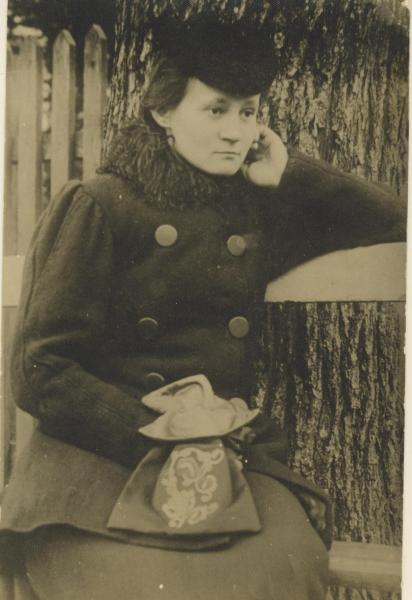
Марія Іванаускайте-Ластаускене

Лаздіну Пеледа (лит. Lazdynų Pelėda «Сова з ліщини») — загальний псевдонім двох литовських письменниць-сестер Софії Іванаускайте-Пшібіляускене (28 вересня 1867, Парагяй, нині Акмянського району, Литва — 15 березня 1926, там же) і Марії Іванаускайте-Ластаускене (15 травня 1872, Шяуляй, Литва — 19 липня 1957, Каунас, Литва), яким вони користувалися у 1898 — 1926. 

## Творчість
Твори, опубліковані під псевдонімом Лаздіну Пеледа в 1898 — 1908, майже всі належать Софії Іванаускайте (в 1891 одружилася з поміщиком Пшібіляускасом).  
З 1908 під тим же псевдонімом друкувалися оповідання та повісті її сестри Марії Іванаускайте (в 1903 одружилася з відомим згодом білоруським діячем Вацлавом Ластовським): Марія писала польською мовою, її твори вільно перекладала литовською мовою Софія. Тому в досить продуктивній творчості Лаздіну Пеледи домінуюча роль належить Софії. Після смерті сестри Марія Ластаускене почала писати  литовською мовою і публікувати свої твори під власним прізвищем (шлюбним). 
Сучасні літературознавці відносять їхню творчість до психологічного реалізму. Основна тематика Лаздіну Пеледи — доля жінки, життя литовського села, деградація шляхти, протиріччя між селянами і поміщиками. 
Найбільш значні твори: повісті «Блукач» (1902), «Зникло, як сон» (1908), «Помилка» (1908), «Нова стежка» (1912), «Пан Драмблявічюс» (1921); оповідання «Сирота» (1898), «Біля самого маєтку» (1907), «Матінка покликала» (1908), «Перша служба» (1922) та ін. 
З 1966 в рідній садибі письменниць діє меморіальний музей.  
У 1995 у Вільнюсі був відкритий пам'ятник «Сестри» (скульпторка — Даля Матулайте, архітектори — Рімантас Буйвідас і Юрас Балькявічюс. 